# Moraesigye
Moraesigye (hangeul: 모래시계, lett. Clessidra; titolo internazionale Sandglass, conosciuta anche come The Hourglass) è una serie televisiva sudcoreana trasmessa su SBS dal 10 gennaio al 16 febbraio 1995.
Moraesigye è considerata una delle serie più significative per la realistica ricostruzione, anche tramite filmati d'archivio, del massacro di Gwangju.

## Trama
Park Tae-soo, duro e fedele, viene cresciuto per diventare un gangster, mentre l'intelligente Kang Woo-suk, uomo dai saldi valori, per fare il procuratore. Yoon Hye-rin, la bella e vivace figlia del benestante proprietario di un casinò, frequenta l'università con Woo-suk: quando quest'ultimo le presenta l'amico Tae-soo, i due s'innamorano.

## Personaggi
- Park Tae-soo, interpretato da Choi Min-soo.
- Kang Woo-suk, interpretato da Park Sang-won.
- Yoon Hye-rin, interpretata da Go Hyun-jung.
- Baek Jae-hee, interpretato da Lee Jung-jae.
- Presidente Yoon, interpretato da Park Geun-hyung.
- Lee Jong-do, interpretato da Jung Sung-mo.
- Moglie di Woo-suk, interpretata da Jo Min-su.
- Reporter Shin, interpretata da Lee Seung-yeon.
- Giudice Min, interpretato da Kim Jong-gyul.
- Padre di Tae-soo, interpretato da Kim In-moon.
- Madre di Tae-soo, interpretata da Kim Young-ae.
- Assistente procuratore, interpretato da Im Hyun-sik.

## Ascolti
| Episodio | Data di trasmissione | Ascolti             | Ascolti                    |
| Episodio | Data di trasmissione | A livello nazionale | Area metropolitana di Seul |
| -------- | -------------------- | ------------------- | -------------------------- |
| 1        | 9 gennaio 1995       | 29,8%               | 30,7%                      |
| 2        | 10 gennaio 1995      | 34,1%               | 32,5%                      |
| 3        | 11 gennaio 1995      | 35,9%               | 36,6%                      |
| 4        | 12 gennaio 1995      | 36,9%               | 37,8%                      |
| 5        | 16 gennaio 1995      | 40,1%               | 40,3%                      |
| 6        | 17 gennaio 1995      | 41,7%               | 41,5%                      |
| 7        | 18 gennaio 1995      | 43,3%               | 43,2%                      |
| 8        | 19 gennaio 1995      | 43,9%               | 43,8%                      |
| 9        | 23 gennaio 1995      | 44,0%               | 44,1%                      |
| 10       | 24 gennaio 1995      | 46,5%               | 45,9%                      |
| 11       | 25 gennaio 1995      | 47,9%               | 47,0%                      |
| 12       | 26 gennaio 1995      | 48,7%               | 48,3%                      |
| 13       | 30 gennaio 1995      | 48,9%               | 48,5%                      |
| 14       | 31 gennaio 1995      | 55,7%               | 56,6%                      |
| 15       | 1 febbraio 1995      | 59,6%               | 59,1%                      |
| 16       | 2 febbraio 1995      | 60,3%               | 60,0%                      |
| 17       | 6 febbraio 1995      | 60,2%               | 60,1%                      |
| 18       | 7 febbraio 1995      | 60,1%               | 60,2%                      |
| 19       | 8 febbraio 1995      | 61,6%               | 60,3%                      |
| 20       | 9 febbraio 1995      | 64,1%               | 60,6%                      |
| 21       | 13 febbraio 1995     | 65,7%               | 63,4%                      |
| 22       | 14 febbraio 1995     | 64,4%               | 63,3%                      |
| 23       | 15 febbraio 1995     | 62,1%               | 63,9%                      |
| 24       | 16 febbraio 1995     | 64,3%               | 64,5%                      |
| Media    | Media                | 50,8%               | 50,5%                      |

## Riconoscimenti
| Anno | Premio                       | Categoria                              | Ricevente      | Risultato       |
| ---- | ---------------------------- | -------------------------------------- | -------------- | --------------- |
| 1995 | Baeksang Arts Awards         | Gran premio per la televisione         |                | Vincitore/trice |
| 1995 | Baeksang Arts Awards         | Miglior drama                          |                | Vincitore/trice |
| 1995 | Baeksang Arts Awards         | Miglior regista (TV)                   | Kim Jong-hak   | Vincitore/trice |
| 1995 | Baeksang Arts Awards         | Miglior sceneggiatura (TV)             | Song Ji-na     | Vincitore/trice |
| 1995 | Baeksang Arts Awards         | Miglior attore (TV)                    | Choi Min-soo   | Vincitore/trice |
| 1995 | Baeksang Arts Awards         | Miglior nuovo attore (TV)              | Lee Jung-jae   | Vincitore/trice |
| 1995 | Korean Broadcasting Awards   | Miglior drama                          |                | Vincitore/trice |
| 1995 | Korean Broadcasting Awards   | Miglior sceneggiatore                  | Song Ji-na     | Vincitore/trice |
| 1995 | Korean Broadcasting Awards   | Miglior attore                         | Choi Min-soo   | Vincitore/trice |
| 1995 | SBS Drama Awards             | Gran premio                            | Choi Min-soo   | Vincitore/trice |
| 1995 | SBS Drama Awards             | Premio alla massima eccellenza, attore | Park Sang-won  | Vincitore/trice |
| 1995 | SBS Drama Awards             | Premio all'eccellenza, attrice         | Lee Seung-yeon | Candidato/a     |
| 1995 | SBS Drama Awards             | Miglior nuovo attore                   | Lee Jung-jae   | Vincitore/trice |
| 1996 | Producers Association Awards | Gran premio                            |                | Vincitore/trice |
| 1996 | Producers Association Awards | Miglior drama                          |                | Vincitore/trice |